# Fenek
Fenek, též fenek berberský (Vulpes zerda) je nejmenší liška na světě, malá pouštní šelma, která má vzhledem k velikosti těla největší uši ze všech psovitých šelem. Mají bílé a hnědé zbarvení.

## Popis
- hmotnost: 0,7–1,9 kg[2][3][4]
- délka těla: 24–41 cm[2][3][4][5]
- délka ocasu: 12,5–31 cm[2][3][4]
- výška v kohoutku: 15–22 cm[2][4]

Fenek je nejmenší psovitou šelmou (v průměru jen o málo větší je liška kana). Je menší než kočka domácí, samice váží průměrně 0,8 kg, lišáci jsou o něco větší. Je to štíhlá šelmička s huňatým ocasem a dlouhýma, ale silnýma nohama. Nápadné jsou obrovské ušní boltce o délce až 15 cm. S velkou bubínkovou výdutí (lat. bulla tympanica) umožňují velmi jemný sluch; ušní boltce fungují rovněž jako tepelný výměník, takže fenka ochlazují.
Dalším důležitým smyslem je zrak, fenci vidí velmi dobře i v šeru. Zuby, zvláště špičáky a trháky, jsou malé. Srst je hustá a hedvábně jemná, zlatoplavá, na končetinách, břiše a obličeji bílá. Špička ocasu je černá. Také chlupy vyrůstající nad ocasní žlázou („fialkou“) jsou tmavě hnědé až černé. Tlapky jsou chráněné hustou srstí před rozpáleným pískem. Oči, hmatové vousy, čenich a prstní polštářky jsou tmavě zbarvené.

## Rozšíření
Areál fenků leží v pouštních a polopouštních oblastech severní Afriky, a Sinajského poloostrova. Rozšíření na Arabském poloostrově není průkazné (je zde možná záměna s mladými jedinci lišky pouštní). Vyskytuje se v Maroku, Tunisku, Libyi, Alžírsku, Egyptě i Saúdské Arábii a také v Mali, Mauretánii, Čadu, Nigeru a Súdánu.

## Stanoviště
Fenek je zvíře dokonale přizpůsobené životu na Sahaře. Preferuje písčitou poušť, kde obývá stabilní písečné duny. Zároveň potřebuje stanoviště, kde rostou trávy nebo keře, jako je Aristida spp., Panicum turgidum, chvojník Ephedra alata nebo Zygophyllum spp., vyhledává také oblasti, kde rostou stromy (kaparovník, akácie, datlové palmy). Vegetace mu poskytuje úkryt, materiál na vystýlání nor a v případě nutnosti slouží také jako potrava a zdroj vody.

## Biologie

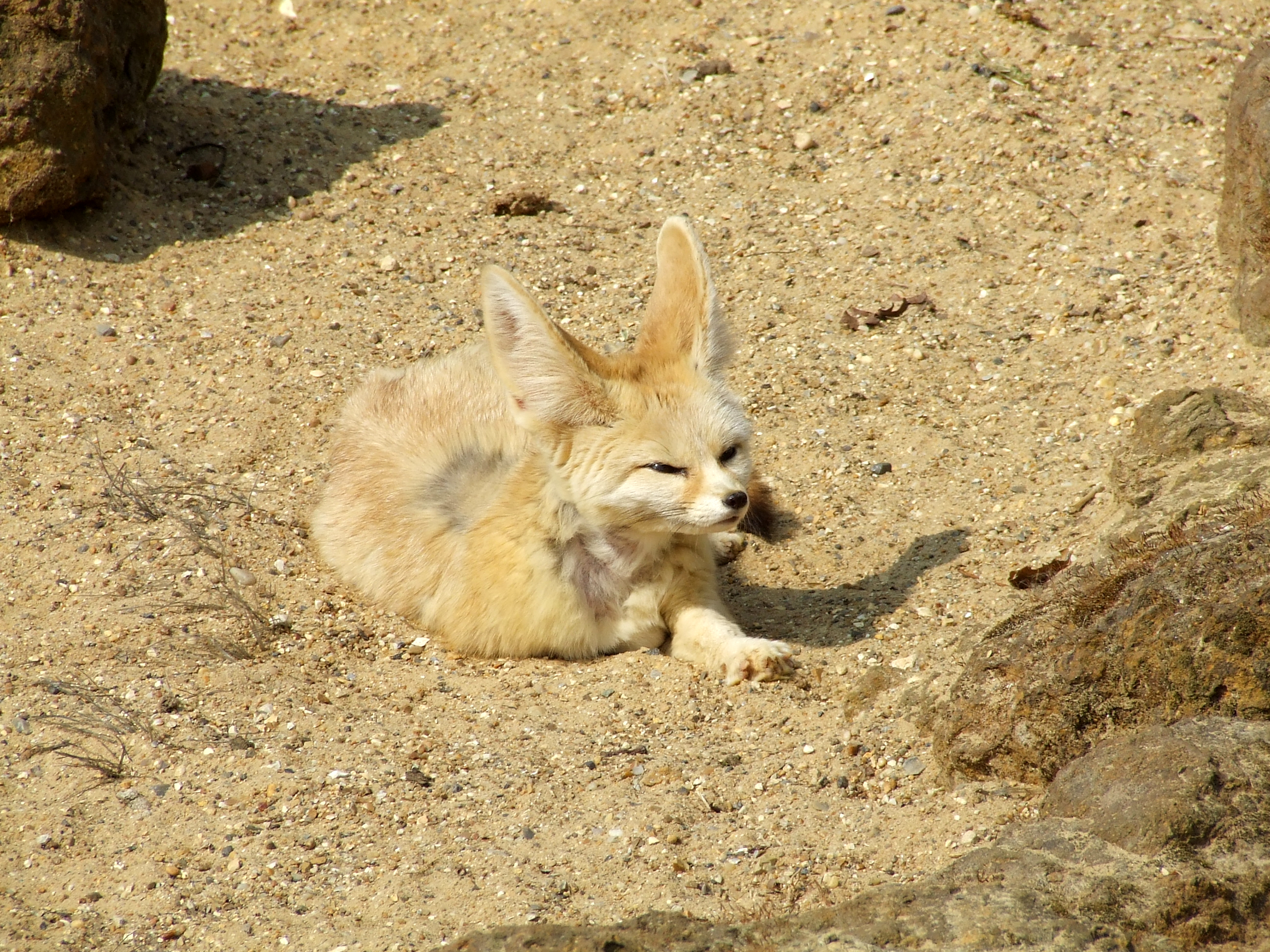
Fenek

Fenek je aktivní převážně v noci, přes den se schovává před pouštním žárem v hlubokých norách vyhrabaných pod kameny a kořeny rostlin. Nory mívají několik vchodů a jedinou noru může obývat množství fenků, výsledkem je pak složité bludiště podzemních chodeb. Doupata jsou vystlána listy, trávou, peřím a srstí.
Žijí v rodinných skupinách složených z jednoho nebo několika dospělých párů, jejich letošních mláďat a možná i některých starších potomků. Občas může v jediné noře žít i víc takových rodin. Jediná rodina se může skládat i z 10 jedinců, fenkové jsou tudíž velmi společenská zvířata a odpovídá tomu i množství různých zvuků, které slouží ke komunikaci s ostatními členy skupiny (štěkání, předení, vrčení). Zřejmě i ocasní žláza slouží nějakým způsobem k posílení sociálních pout ve skupině. Teritorium je označováno trusem a močí. V jediném teritoriu je vybudováno více nor, mezi kterými se skupina fenků pohybuje v závislosti na nabídce potravy v okolí konkrétní nory.
Fenci jsou velmi aktivní, hraví a neuvěřitelně pohybliví - dospělý fenek dokáže z místa vyskočit 70 cm do výšky a přes jeden metr do délky, což činí téměř čtyřnásobek jejich délky. Cítí-li se ohroženi, zahrabou se tak rychle, že doslova „zmizí v písku“.

### Potrava
Na lov se vydávají v noci a přestože žijí ve skupinách, potravu shánějí sami. Jsou to všežraví oportunisté a využívají jakýkoliv možný zdroj potravy. Výborně vidí a jejich citlivý sluch jim umožňuje slyšet kořist z velké dálky.
Jejich kořistí se stávají ještěři (paještěrka, gekon, scink apod.), ptáci (hlavně stepokuři, skřivani a vlaštovky) a jejich vejce a mláďata, sarančata, brouci, štíři, pavouci i jiní bezobratlí a také hlodavci, jako je tarbík egyptský a pískomilové. Pojídají kořínky, hlízy a cibule rostlin, melouny a také datle. Přiživují se i na lidských odpadcích. Fenkové zpravidla nežijí v blízkosti zdrojů povrchové vody a veškerou její potřebu kryjí pojídáním rostlin a ulovených živočichů.
Potravu si, podobně jako liška obecná, schovávají na horší časy a polohu všech svých skrýší si velmi dobře pamatují.

### Rozmnožování, dožití
Období páření přichází v lednu nebo v únoru, kdy samice přichází do říje. Během této doby jsou lišáci agresivní a odhánějí ostatní samce. Březost trvá 50 až 52 dní, poté samice ve vystlaném doupěti vrhá 1 až 5 altriciálních, slepých mláďat. Matka se o ně první dva týdny nepřetržitě stará, zatímco samec rodině přináší potravu. Při obraně mláďat jsou fenkové velmi agresivní.
Po asi 10 dnech otvírají oči a po dalších dvou si již začínají hrát uvnitř nory. Ven se odvažují až v pěti týdnech věku. Odstavena jsou až ve 3 měsících a na rodičích jsou dále závislá do doby, než se naučí lovit a dorostou plné velikosti. Pohlavně dospívají v 6-9 měsících. V přírodě žijí až 10 let, v zajetí se mohou dožít až 14 let.
Jejich nepřáteli jsou pravděpodobně šakali, hyeny, zdivočelí psi nebo výři.

## Fenci jako domácí mazlíčci

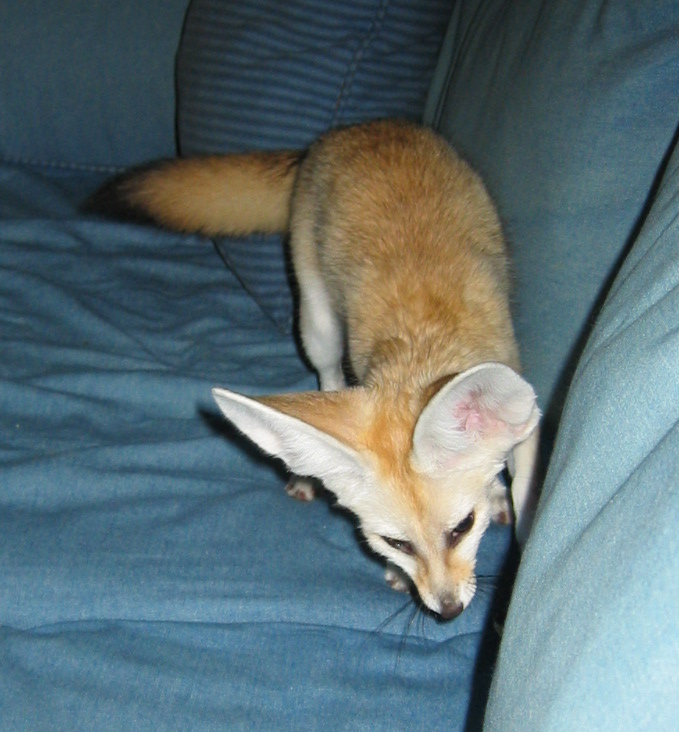
Fenek berberský na pohovce

Fenek je považován za jediný druh lišky, který se dá chovat v domácnosti jako „domácí zvíře“. V zemích na západ od Česka se občas chová jako exotický mazlíček. Může žít volně v bytě, zvykne si na člověka a může se naučit i na kočičí záchod a do pelíšku. Je zařazen v CITES, příloha II.

## Chov v zoo
Jedná se o druh, který je obtížné chovat a rozmnožovat. Fenek byl v listopadu 2019 chován přibližně ve stovce evropských zoo. Mezi nimi bylo také pět českých zoo:
- Zoo Dvorec
- Zoo Dvůr Králové
- Zoo Jihlava
- Zoo Olomouc
- Zoo Praha

V minulosti tento druh chovaly také tyto zoo: Zoo Brno, Zoopark Chomutov, Zoo Plzeň, Zoo Ústí nad Labem, Zoopark Zájezd a Zoo Zlín. Na Slovensku fenka v listopadu 2019 nechovala žádná zoo. Dříve byl chován v Zoo Bratislava a Zoo Košice.

### Chov v Zoo Praha
První fenek byl do Zoo Praha dovezen v roce 1939, a to přímo z přírody. V zoo se jej podařilo udržet při životě dva roky, což byl v té době velký úspěch. V průběhu 50. a 60. let 20. století se do zoo dostala řada fenků, údaje o nich však nejsou kompletní. První úspěšný odchov byl zaznamenán v roce 1998. V roce 2012 se podařilo odchovat čtyřčata. Ke konci roku 2018 byli chováni dva samci a dvě samice. V závěru roku 2019 byl chován jeden pár.
V srpnu 2024 opustila samička fenka svůj výběh i areál pražské zoo a veřejnost byla vyzvána k pomoci s pátráním. Neplánovaný výlet skončil následující den úspěšným odchytem v lokalitě Podhoří a návratem do péče chovatelů.
Fenci jsou k vidění v pavilonu Afrika zblízka v horní části zoo.

## Galerie

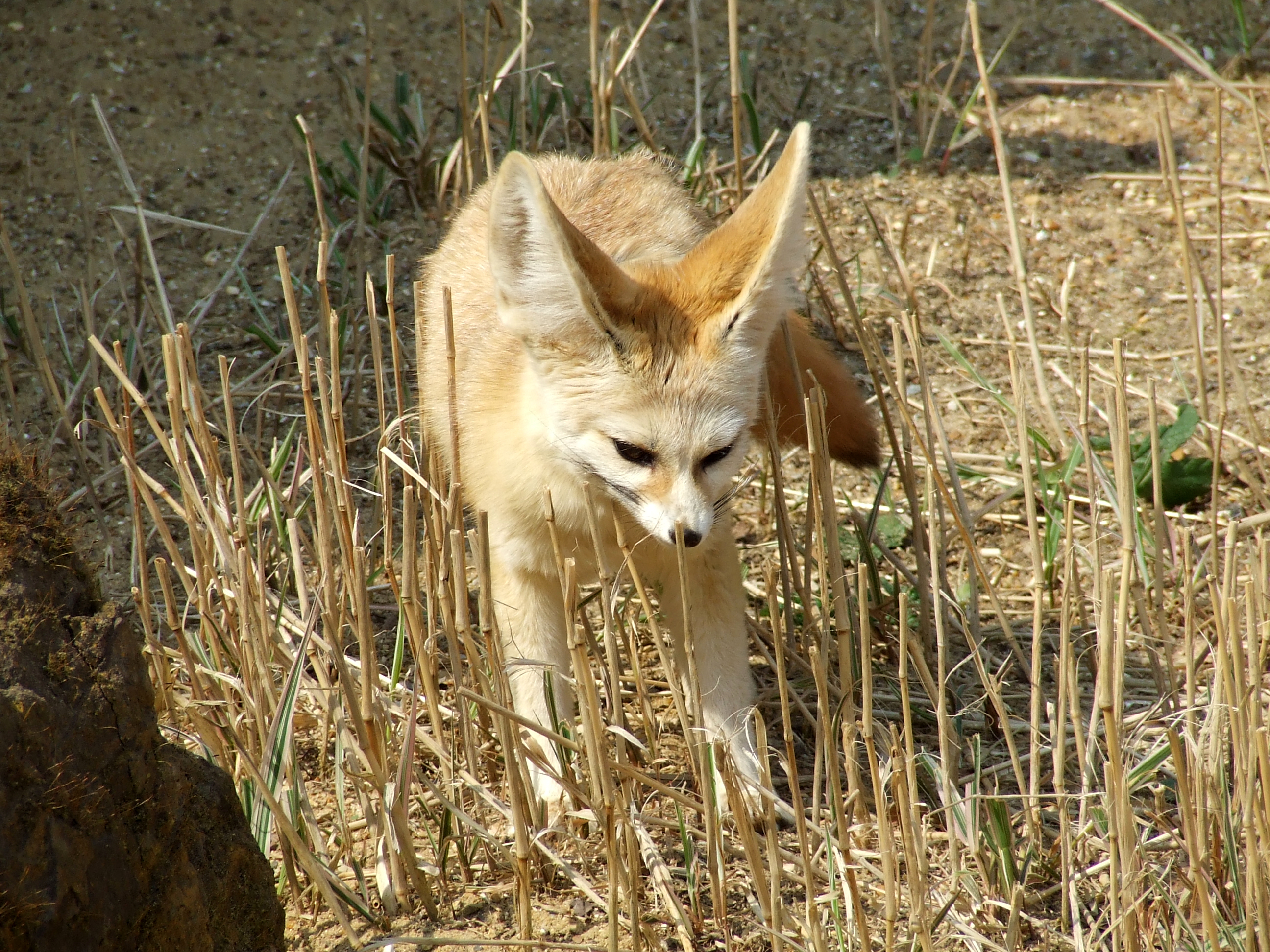
Fenek
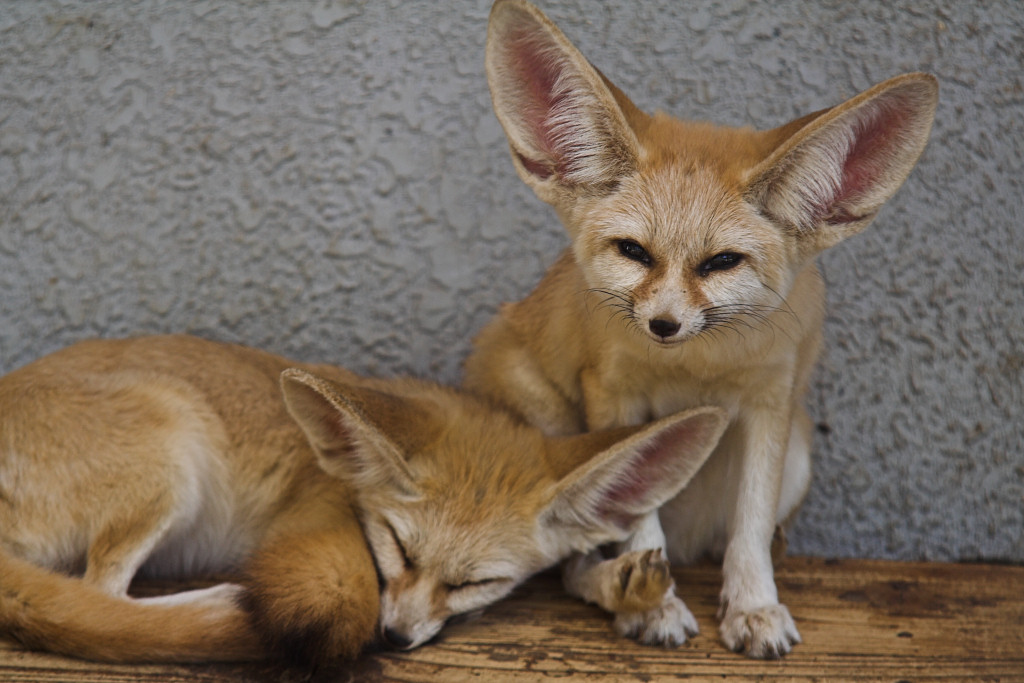
Fenek
Fenek
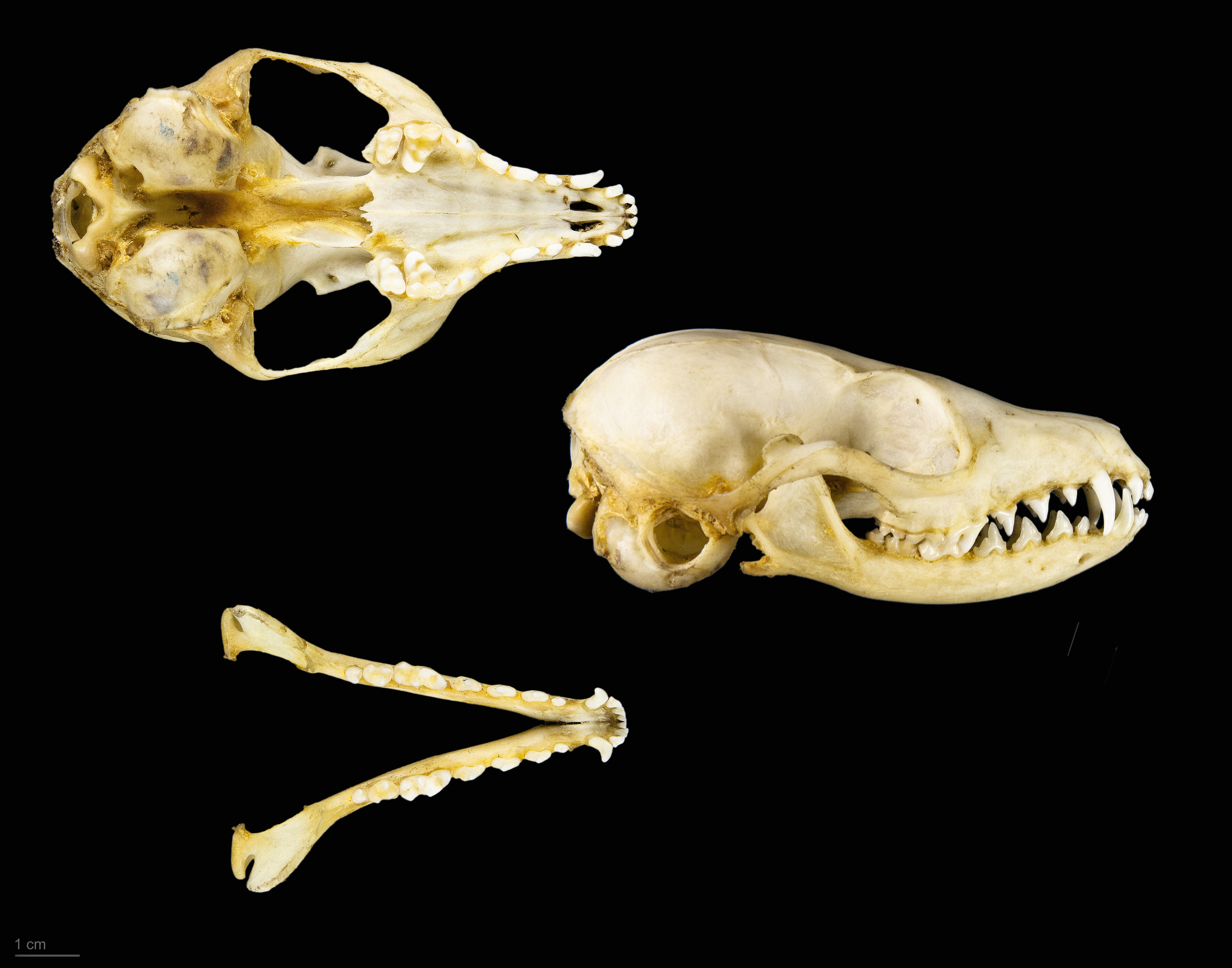
Kosti fenka berberského